# کلیم عمر
کلیم عمر ( انگلیسی: Kaleem Omar;- زاده ۱۹۳۷ -درگذشت ۲۰۰۹) روزنامه‌نگار و شاعر اهل پاکستان بود.
او اشعارش را به زبان انگلیسی می‌سرود.